# Stephanopogon
Stephanopogon ist eine aus sechs meeresbewohnenden Arten bestehende Protisten-Gattung, deren systematische Position innerhalb der Eukaryoten lange Zeit nicht klar war.

## Merkmale
Stephanopogon-Arten sind 20 bis 50 Mikrometer groß, Alveolen und Infraciliatur fehlen. Es ist nur ein Zellkern vorhanden, dieser kann allerdings 2- bis 16-fach als Homokaryot vorliegen. Der Zellmund sitzt am Vorderende, die Cristae sind scheibenförmig. Die Mikrotubuli der Zellmembran sind längs ausgerichtet. 
Die zahlreichen, in Reihen angeordneten, nicht flimmernden Geißeln weisen jeweils nur einzelne Kinetosome auf. Sie sind trompetenförmig in die Oberfläche der Zelle eingesenkt und werden durch strahlenförmig angeordnete Mikrotubuli gestützt.

## Lebensweise
Alle Arten leben bodennah (benthisch) im Meer bis in Tiefen von 100 Metern. Sie ernähren sich dort von Diatomeen, Flagellaten und Bakterien. Über ihre sexuelle Fortpflanzung ist nichts bekannt, eine Vermehrung per Zellteilung erfolgt nur im Cystenstadium.

## Systematik
Ursprünglich wurde die Gattung aufgrund einiger morphologischer Ähnlichkeiten zu den Wimperntierchen (Ciliata) gezählt, aufgrund des fehlenden zweiten Zellkerns als die scheinbar primitivsten Vertreter in einer Untergruppe Primociliata. Elektronenmikroskopische Untersuchungen zeigten jedoch das Fehlen noch weiterer wichtiger Merkmale der Wimpertierchen auf (Alveolen und Infraciliatur), weshalb sie seit den frühen 1980er Jahren aus ihnen ausgegliedert und unter anderem als eigenes Phylum Pseudociliata („Scheinwimpertierchen“) geführt wurden. Adl et al. hingegen stellten 2005 die Gattung als unklaren Ranges incertae sedis zu den Eukaryoten.
Voneinander unabhängige molekulargenetische Untersuchungen belegten 2008, dass Stephanopogon das Schwestertaxon der Gattung Percolomonas ist. Die aus den beiden Gattungen gebildete Klade wiederum ist das Schwestertaxon der Heterolobosea. Cavalier-Smith zufolge stellen sie in ihrer Gesamtheit die Percolozoa als Schwester der Euglenozoa.
Neuere Systematiken verstehen sie als Teil der Heterolobosea und platzieren sie dort innerhalb der Gruppe Tetramitia.
Die Gattung umfasst sechs beschriebene Arten:
- Stephanopogon apogon
- Stephanopogon mesnili
- Stephanopogon mobiliensis
- Stephanopogon paramesnili
- Stephanopogon colpoda
- Stephanopogon minuta

## Nachweise
- Klaus Hausmann, Norbert Hülsmann, Renate Radek: Protistology, 3. Auflage, 2003, S. 63, ISBN 3510652088
- Sina M. Adl, Alastair G. B. Simpson, Mark A. Farmer, Robert A. Andersen, O. Roger Anderson, John A. Barta, Samual S. Bowser, Guy Brugerolle, Robert A. Fensome, Suzanne Fredericq, Timothy Y. James, Sergei Karpov, Paul Kugrens, John Krug, Christopher E. Lane, Louise A. Lewis, Jean Lodge, Denis H. Lynn, David G. Mann, Richard M. McCourt, Leonel Mendoza, Øjvind Moestrup, Sharon E. Mozley-Standridge, Thomas A. Nerad, Carol A. Shearer, Alexey V. Smirnov, Frederick W. Spiegel, Max F. J. R. Taylor: The New Higher Level Classification of Eukaryotes with Emphasis on the Taxonomy of Protists. The Journal of Eukaryotic Microbiology 52 (5), 2005; S. 444

1. 1 2  Naoji Yubuki, Brian S. Leander: Ultrastructure and molecular phylogeny of Stephanopogon minuta: An enigmatic microeukaryote from marine interstitial environments, In: European Journal of Protistology 44, 2008, S. 241–253
2. ↑  Thomas Cavalier-Smith, Sergey Nikolaev: The Zooflagellates Stephanopogon and Percolomonas are a Clade (Class Percolatea: Phylum Percolozoa) In: Journal of Eukaryotic Microbiology, 55(6), S. 501–509, 2008
3. ↑  Adl, S. M., Simpson, A. G. B., Lane, C. E., Lukeš, J., Bass, D., Bowser, S. S., Brown, M. W., Burki, F., Dunthorn, M., Hampl, V., Heiss, A., Hoppenrath, M., Lara, E., le Gall, L., Lynn, D. H., McManus, H., Mitchell, E. A. D., Mozley-Stanridge, S. E., Parfrey, L. W., Pawlowski, J., Rueckert, S., Shadwick, L., Schoch, C. L., Smirnov, A. and Spiegel, F. W.: The Revised Classification of Eukaryotes. Journal of Eukaryotic Microbiology, 59: 429–514, 2012, PDF Online